# 毒鼠子属
毒鼠子属（学名：Dichapetalum）是毒鼠子科下的一个属，为灌木或小乔木植物。该属共有约120种，分布于热带地区。